# Pupi (escriptor)
Pupi (en llatí: Pupius) va ser un poeta tràgic de l'antiga Roma que va viure segurament al segle i aC. Formava part de la gens Púpia, una gens romana d'origen plebeu. No se n'ha conservat cap obra.
La quasi totalitat del que es coneix d'aquest personatge procedeix d'Horaci, qui esmenta les seves obres i se'n burla, titllant-les de lacrymosa poemata. Horaci afegeix: «Pupius, Tragoediographus, ita affectus spectantium movit ut eos flere compelleret. Inde istum versum fecit: flebunt amici et bene noti mortem meam, nam populus in me vivo lacrymatu' est satis».